# Epéntesis
Una epéntesis es, en fonología, un tipo de intrusión. Se denomina de esta forma a la adición de un fonema o más en el interior de una palabra, esto es, la intercalación o adición de un segmento, en general vocálico, en una secuencia fonológica. Sucede naturalmente en la evolución de las lenguas orales. Se ve en el siguiente ejemplo de la lengua española, en el cual tras la caída de la "e" aparece una "b" que ayuda a marcar el límite entre las dos sílabas: (humerum > hom'ro > hombro). El elemento epentético sería la "b". Algunos autores reservan el nombre de epéntesis para intrusiones en interior de palabra, aunque algunos otros usan el término epéntesis para una intrusión en cualquier posición incluyendo la posición inicial,
 que otros autores designan exclusivamente con el término prótesis.
También puede ser usado deliberadamente como metaplasmo, creando una nueva palabra o neologismo. Los motivos son sumamente variables, puede ser, por ejemplo, para adaptar una palabra de origen extranjero a la forma canónica de la lengua o para facilitar la articulación según la estructura fonológica de la lengua o por otros motivos. En literatura técnica la epéntesis se llama también anaptixis (gr. ‘desarrollo’).
Ejemplo: calvaria > calavera